# Dreifaltigkeitskapelle (Schwäbisch Gmünd)

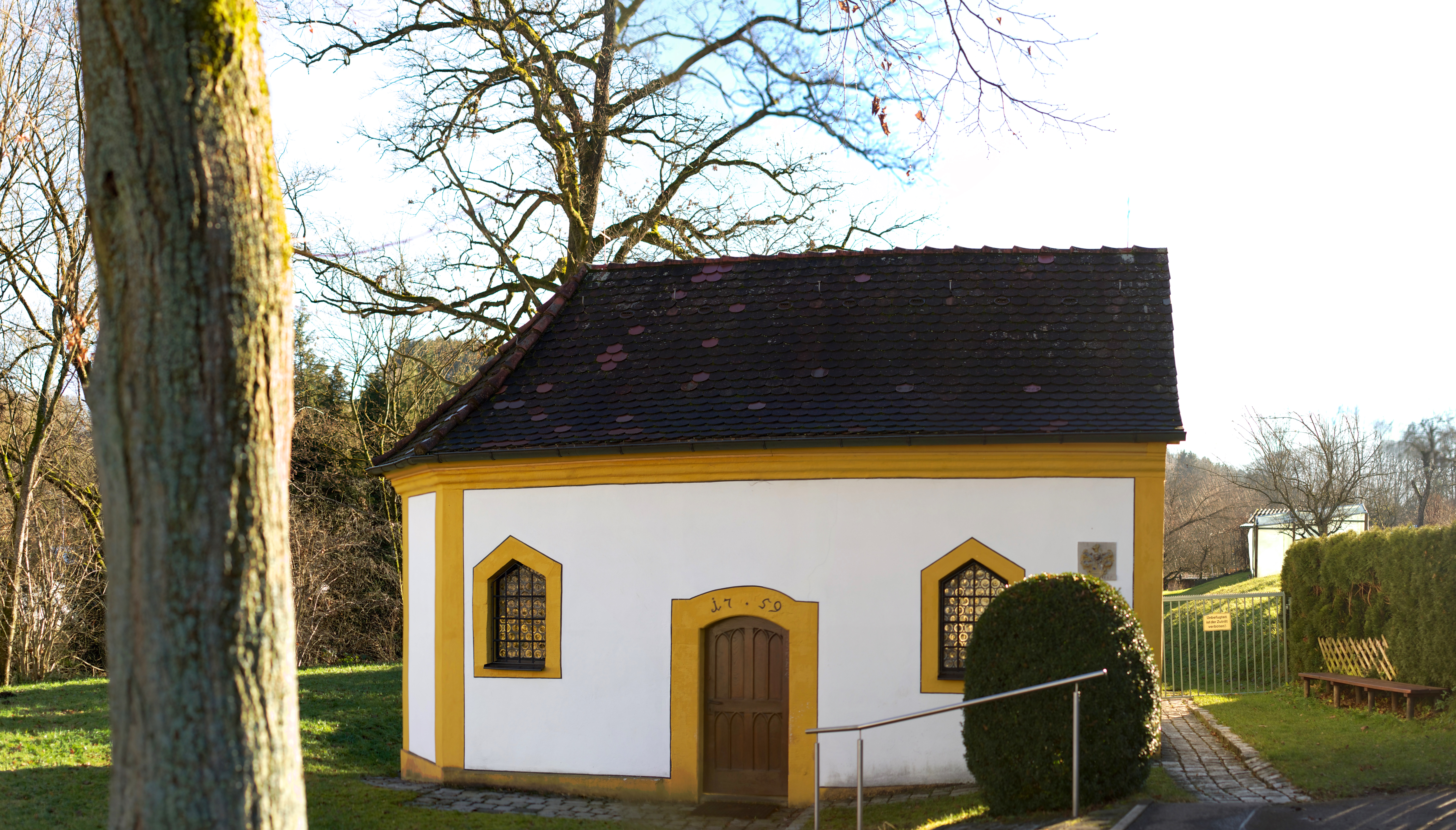
Dreifaltigkeitskapelle

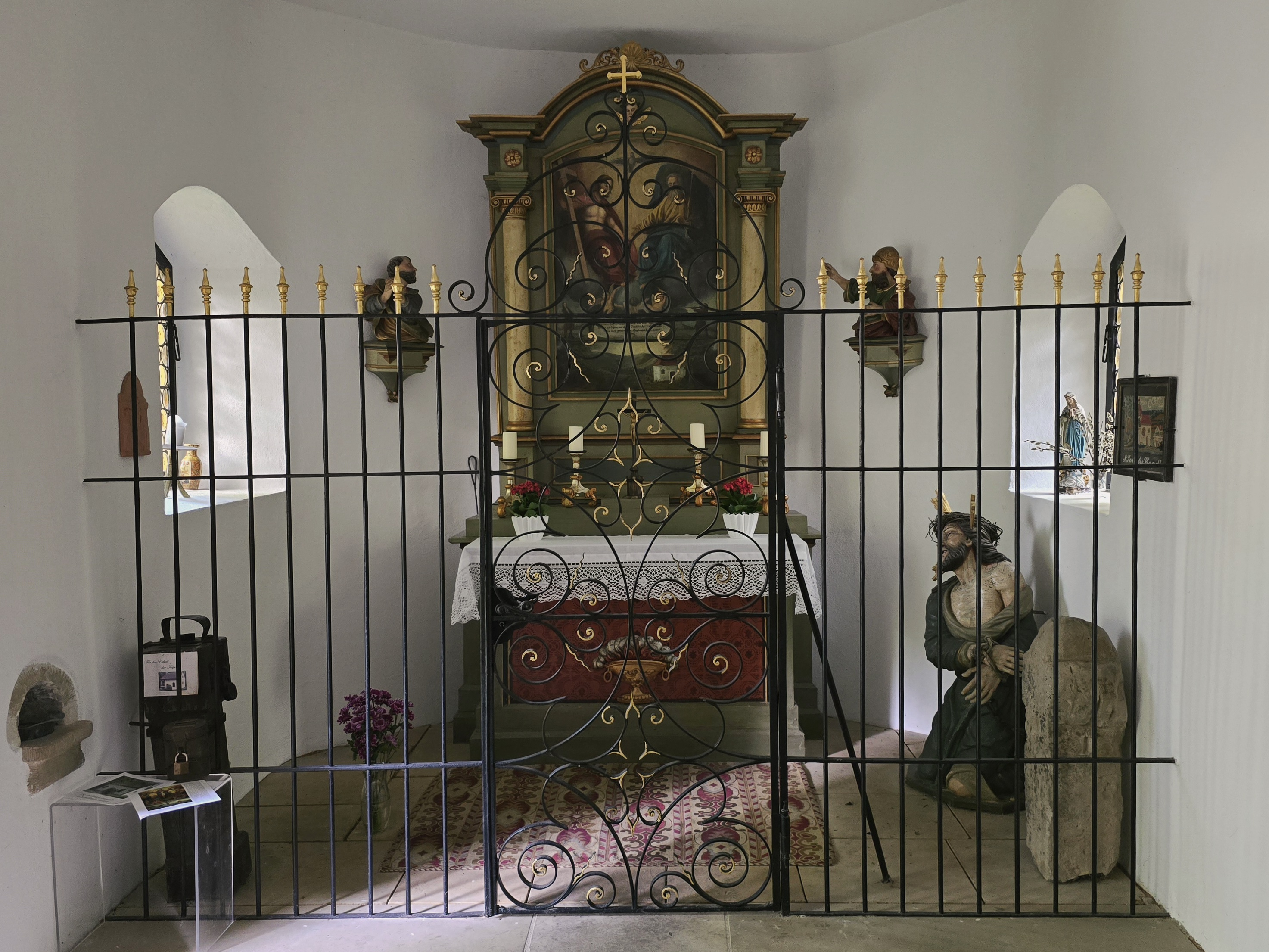
Altarraum

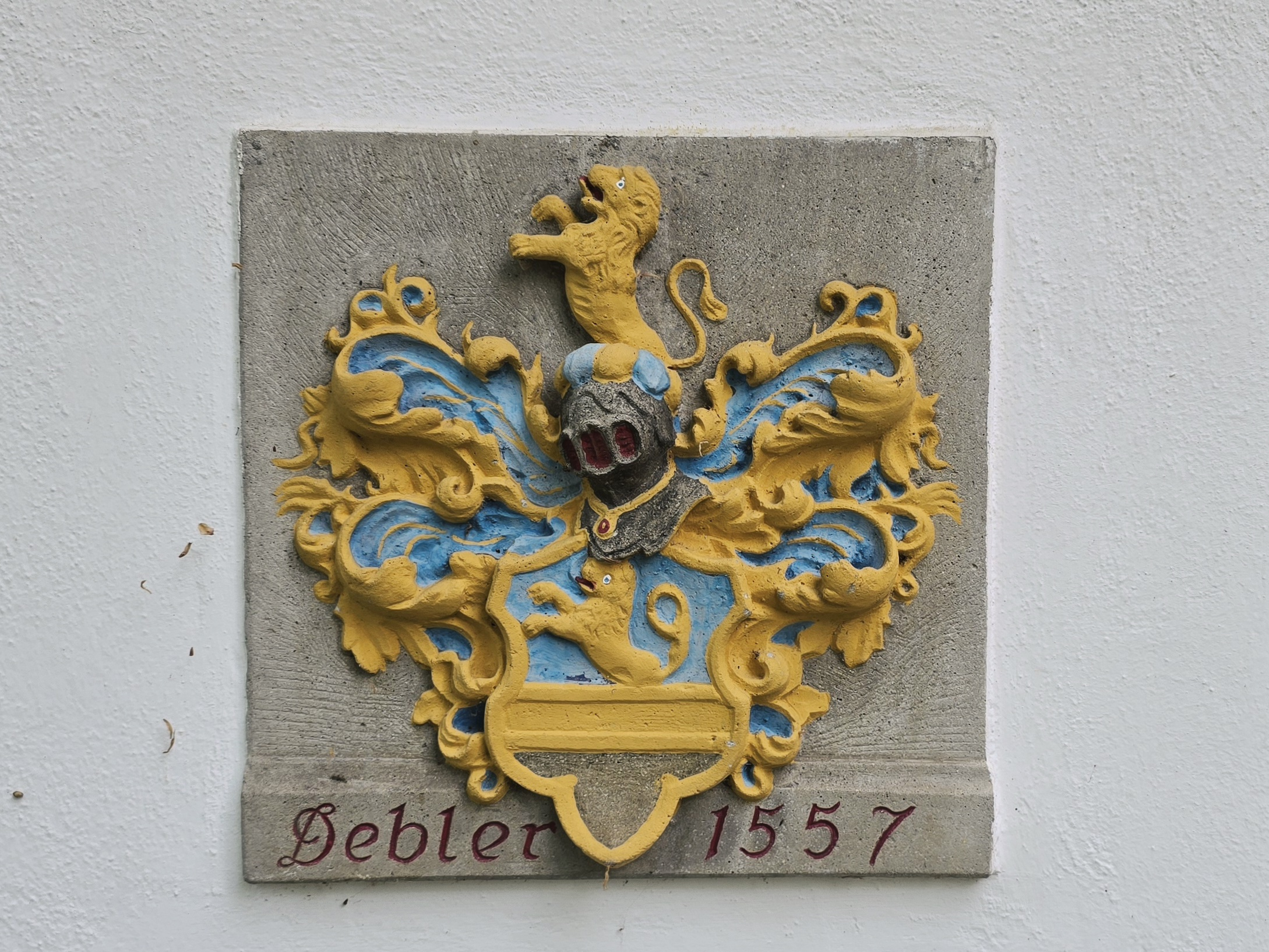
Wappen der Familie Debler an der nördlichen Seitenwand

Die Dreifaltigkeitskapelle ist eine Kapelle im Gewann Schapplachhalde, südöstlich der Altstadt in Schwäbisch Gmünd gelegen. Der Gmünder Chronist Dominikus Debler datiert die Kapelle auf 1693, allerdings fehlen für dieses Datum zeitgenössische Belege. Eine urkundliche Erwähnung erfolgte erst 1800. In den Türstürzen findet sich die Jahreszahl 1759, die auf eine umfassende Renovierung der Kapelle in diesem Jahr hindeutet. 1866 ging die Kapelle an die Balthasar Deblersche Stiftung. Weitere Renovierungen folgten in den Jahren 1826, 1873, 1893, 1905 und 1953. Auf Initiative von Werner H. A. Debler kam es 1986/87 zu einer Renovierung durch die örtlichen Debler-Familien. Zum Patrozinium der Kapelle findet jährlich das Dreifaltigkeitsfest um die Kapelle statt.
Ein Tafelbild („Anno 1693 hat Abraham Frantz und seine liebe Ehefrau Ursula zu Ehren der allerh. Dreifaltigkeit diese Kapelle wegen einer wunderbaren Begebenheit hieher machen lassen.“) von um 1800 zeigt die Gründungslegende, gemäß der die Kapelle eine Stiftung des Goldschmieds und Krämers Abraham Franz (1655–1726) und seiner Frau Ursula Dayblerin ist, nachdem Franz an einem Dreifaltigkeitssonntag jagte und damit Sonntagsfrevel beging. Glücklos habe er dann, je nach Version der Legende, auf eine Amsel oder einen Raben geschossen, der mit einem Rosenkranz im Schnabel zur Erde gefallen sei.
Das 1905 von Friedrich Britsch gefertigte Altarkreuz wurde 2011 Opfer eines Diebstahls.